# Масдріл
Масдріл (нід. Maasdriel, нід. вимова: [maːzˈdril] ( прослухати)) — муніципалітет у Нідерландах, у провінції Гелдерланд. У сучасних кордонах утворений 1999 року приєднанням до існувавшого на той час муніципалітету Масдріл територій чотирьох інших колишніх муніципалітетів — Аммерзоден, Гедел, Гереварден та Россюм.

## Населені пункти муніципалітету
Міста
- Керкдріл

Села
- Алем
- Аммерзоден
- Велддріл
- Велл
- Веллсейнд
- Гедел
- Гереварден
- Гунзадріл
- Гюрвенен
- Россюм

Селища
- Вордраген
- Каліфорніе

## Топографія
Нідерландська топографічна карта муніципалітету Масдріл, червень 2015 року

## Галерея

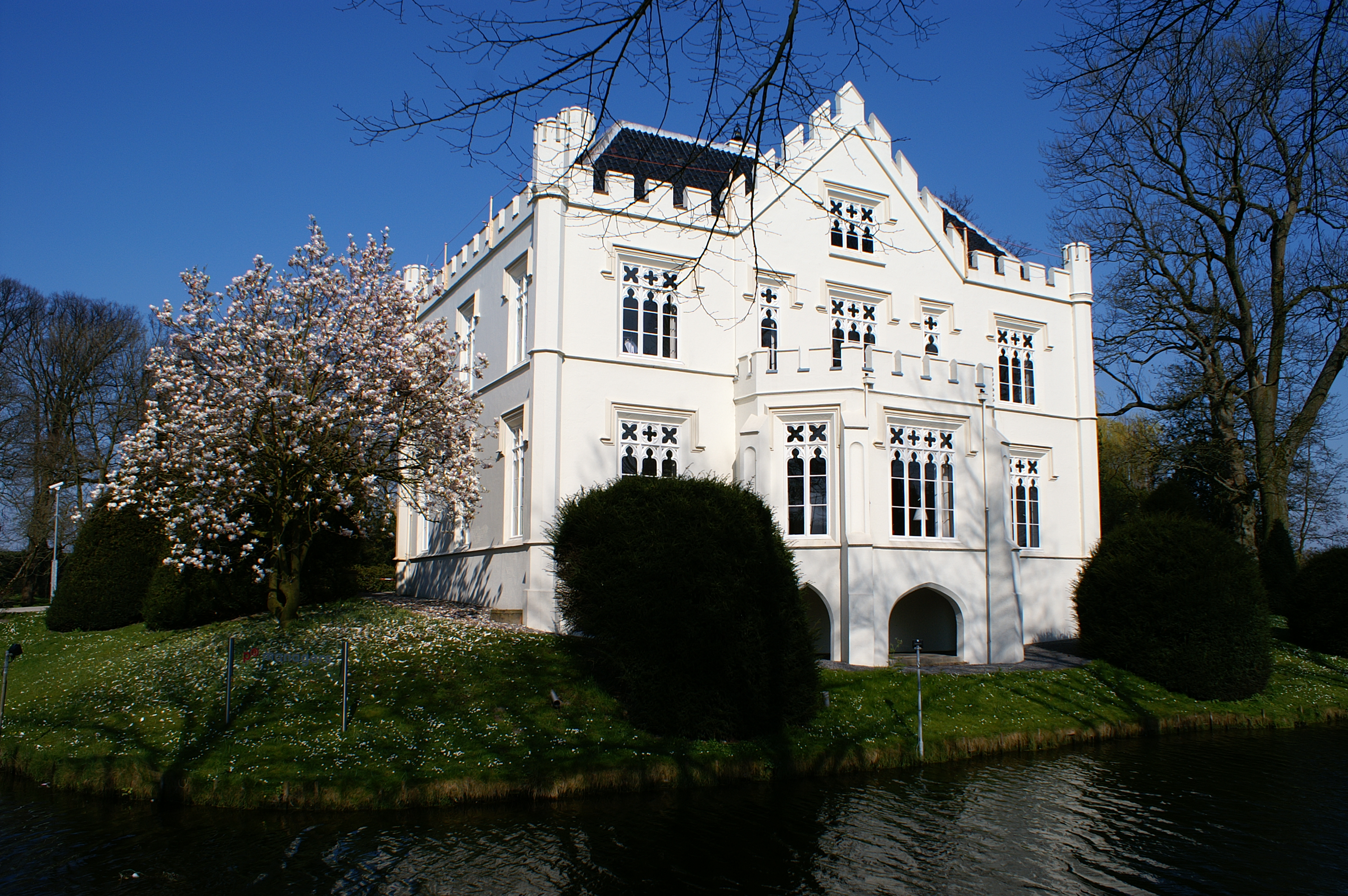
Замок Россюм
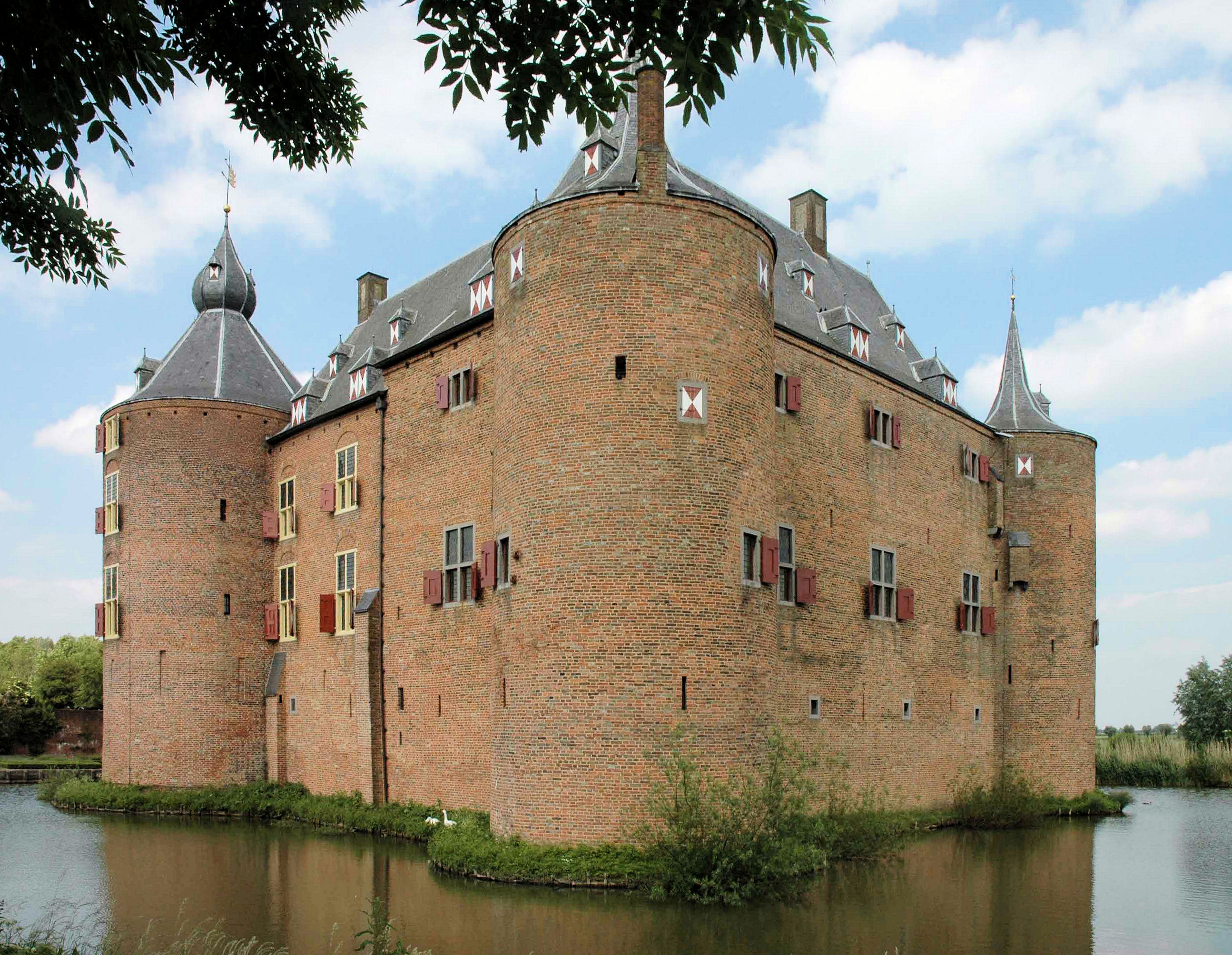
Замок Аммерзоден
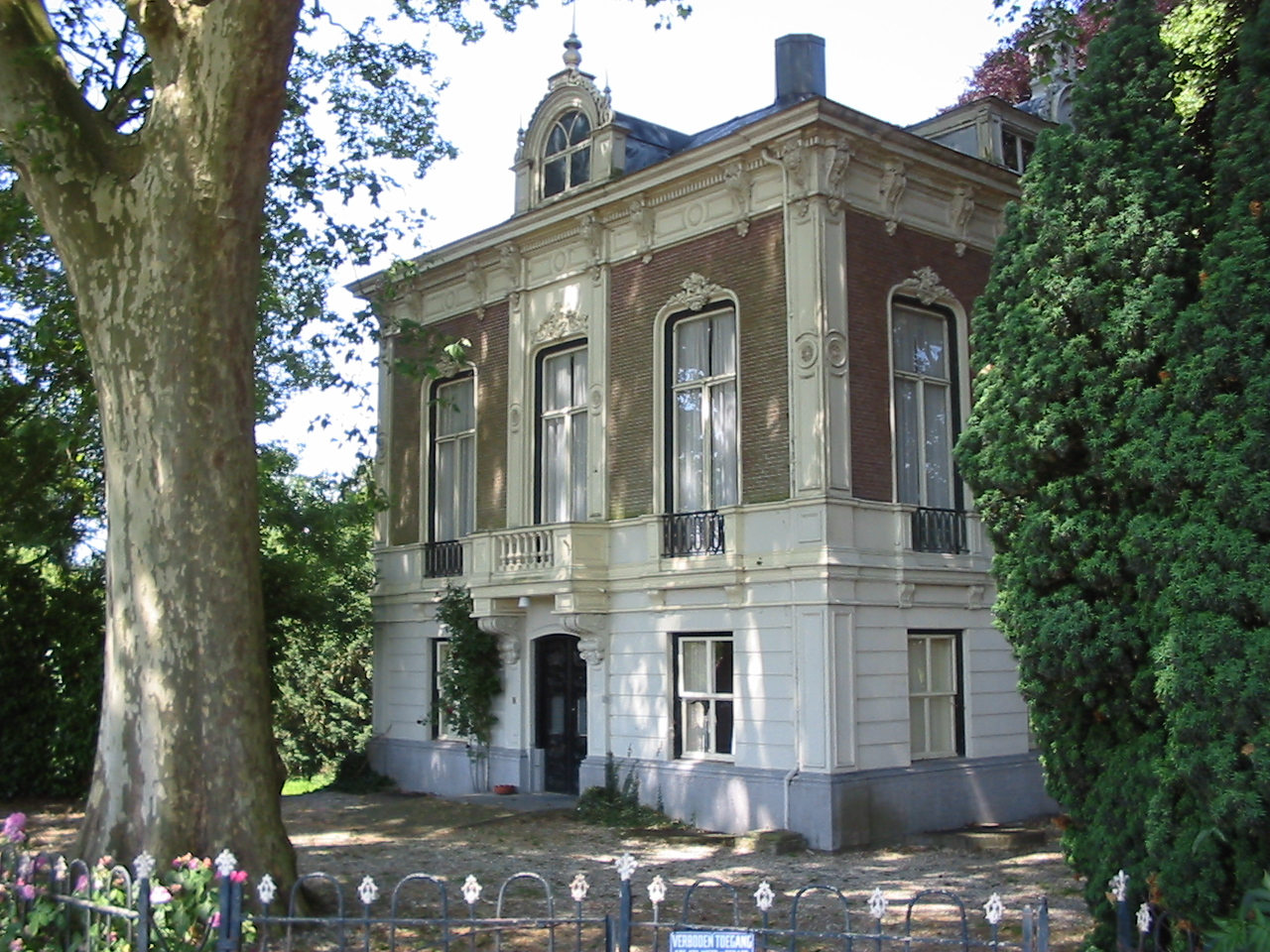
Вілла в Гюрвенені
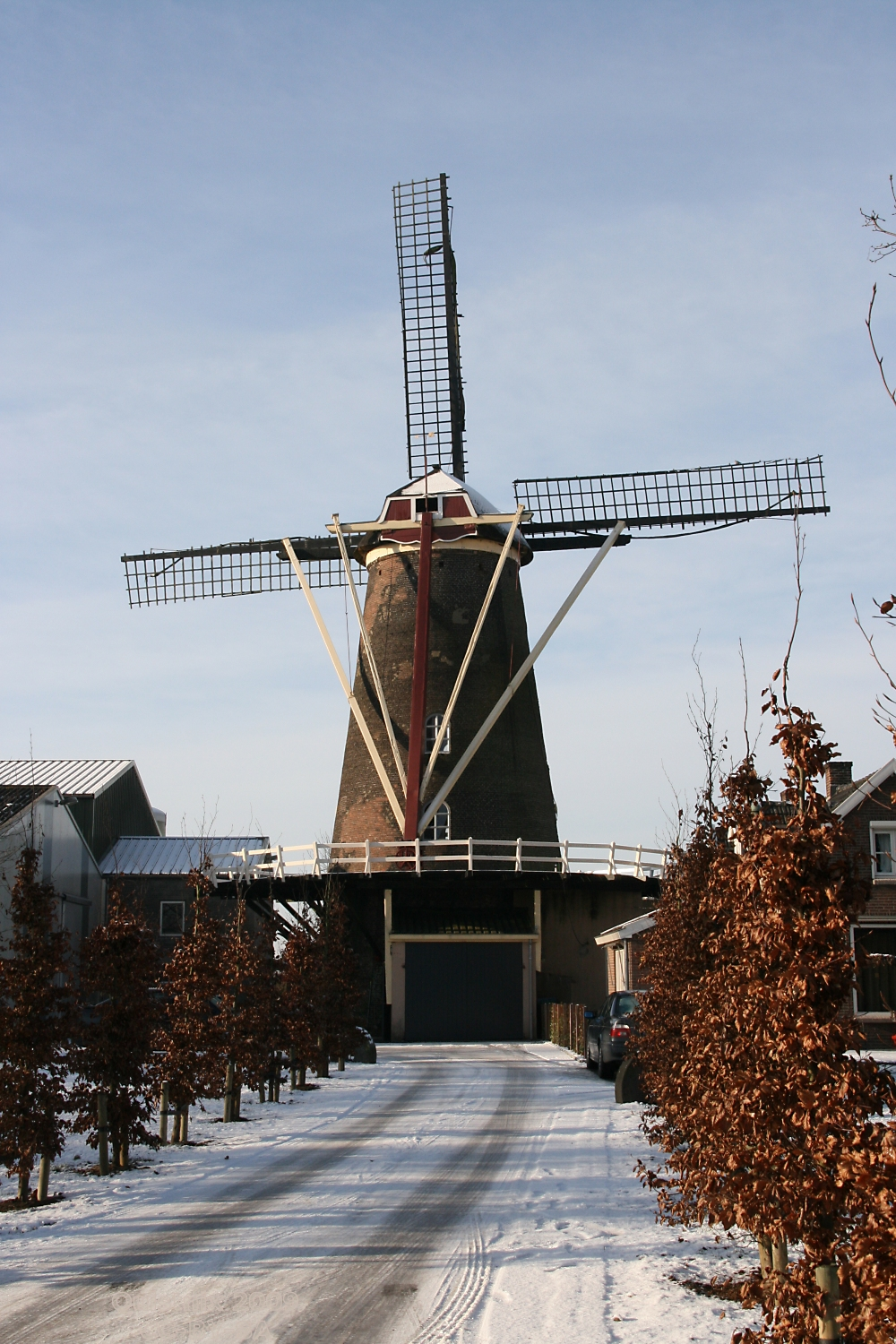
Вітряк у Керкдрілі
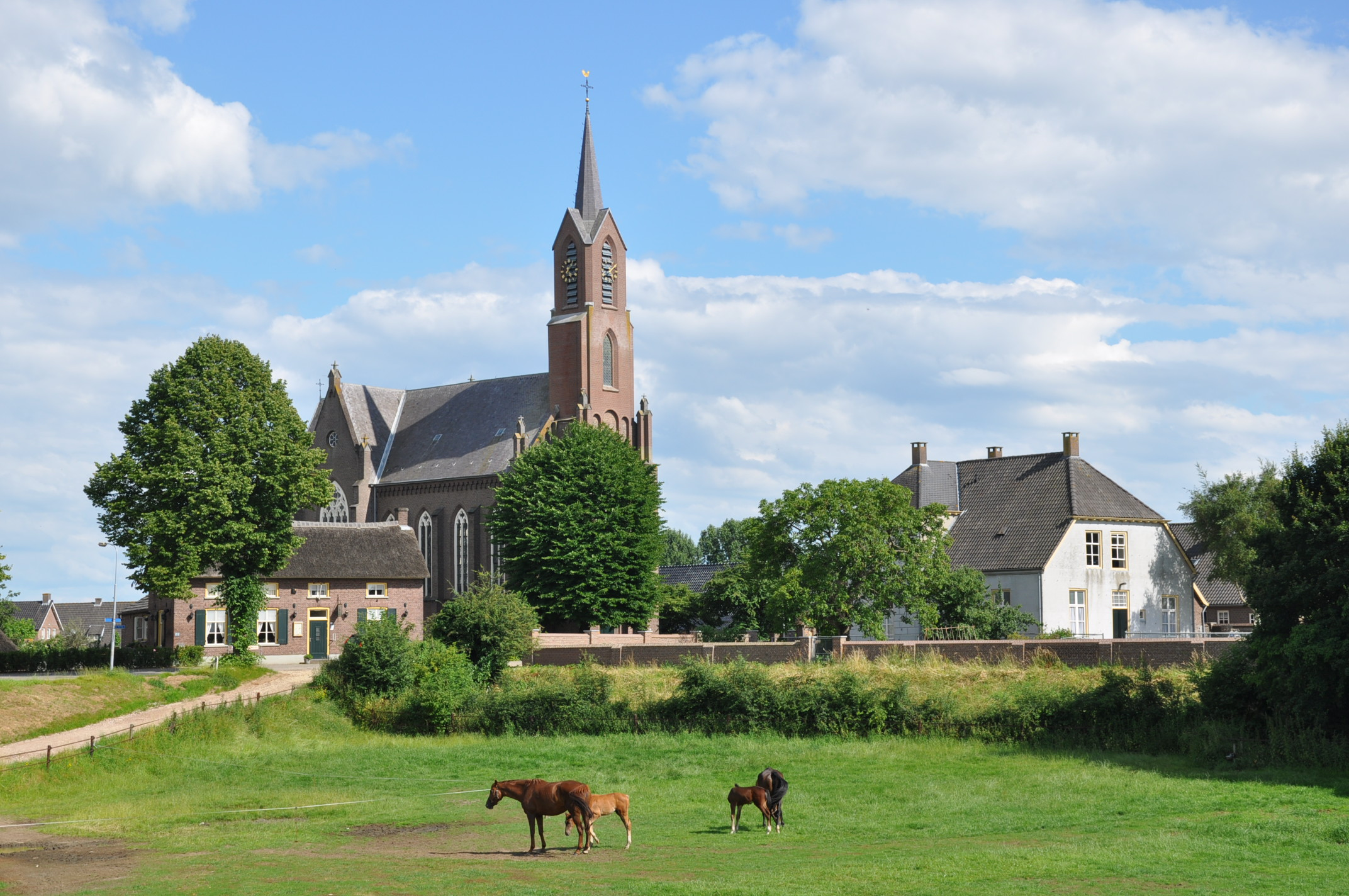
Церква в Алемі